# MG-108
A MG-108 é uma rodovia estadual de Minas Gerais. Sua extensão total é de 269,2 quilômetros, mas apenas 70,3 quilômetros de sua malha possuem pavimentação. Seu percurso inicia em Pocrane e termina no município de Manhumirim.

## Percurso
A rodovia MG-108 passa pelos seguintes municípios:
- Pocrane
- Mutum
- Lajinha
- Durandé
- Martins Soares
- Manhumirim

## Entroncamentos
A MG-108 faz conexão com as rodovias BR-474, MG-441, BR-262 e MG-111.

## Cursos d'água
Esta rodovia atravessa os seguintes cursos d'água:
- Rio José Pedro